# Drypetes ugandensis
Drypetes ugandensis là một loài thực vật có hoa trong họ Putranjivaceae. Loài này được (Rendle) Hutch. mô tả khoa học đầu tiên năm 1912.